# Museo Abelló
El Museu Abelló. Fundació Municipal d'Art (Museo Abelló. Fundación Municipal de Arte) es una institución museística creada por el ayuntamiento de Mollet del Vallés (Barcelona) a partir de la donación de la colección de arte legada a la ciudad por el coleccionista, empresario y pintor Joan Abelló (1922-2008).
El Museo está situado en un edificio modernista, construido en 1908 y reformado en los años noventa. Inaugurado y abierto al público el 29 de marzo de 1999, el Museo se estructura en tres plantas y un subterráneo. La primera y segunda planta acogen la colección permanente y la planta baja dispone de una sala de exposiciones temporales y del espacio conocido como L’Aparador (El Escaparate), en el cual se exhiben muestras temporales en un escaparate visible desde la calle. L'Aparador es un espacio de difusión y producción de las artes visuales, que busca una nueva relación entre artista, obra y espectador. Este espacio está abierto las 24 horas del día. El subterráneo se destina a cursos, conferencias y pequeñas exposiciones, y dispone de una sala acondicionada donde se proyecta un audiovisual didáctico sobre la figura del pintor Joan Abelló.
El Museo presenta en su colección permanente obras de autores de los siglos XIX-XX (existe una pequeña selección de piezas anteriores al siglo XIX y que muestran una pequeña y muy parcial evolución del arte en España desde algunas esculturas románicas hasta un retrato de Felipe III obra de Juan Pantoja de la Cruz), y quiere ofrecer una visión cronológica suficientemente amplia de la evolución del arte desde finales del siglo XIX hasta la época de madurez del mismo Joan Abelló, mostrando al espectador obras de autores como Ramón Martí Alsina, Mariano Fortuny, Isidre Nonell, Ramón Casas, Joan Llimona, Manolo Hugué, Joan Ponç, Pancho Cossío o Salvador Dalí, entre otros artistas.
En la segunda planta se muestra al público "Llenguatges", una selección permanente de la obra de Joan Abelló.

## Casa Museo del Pintor

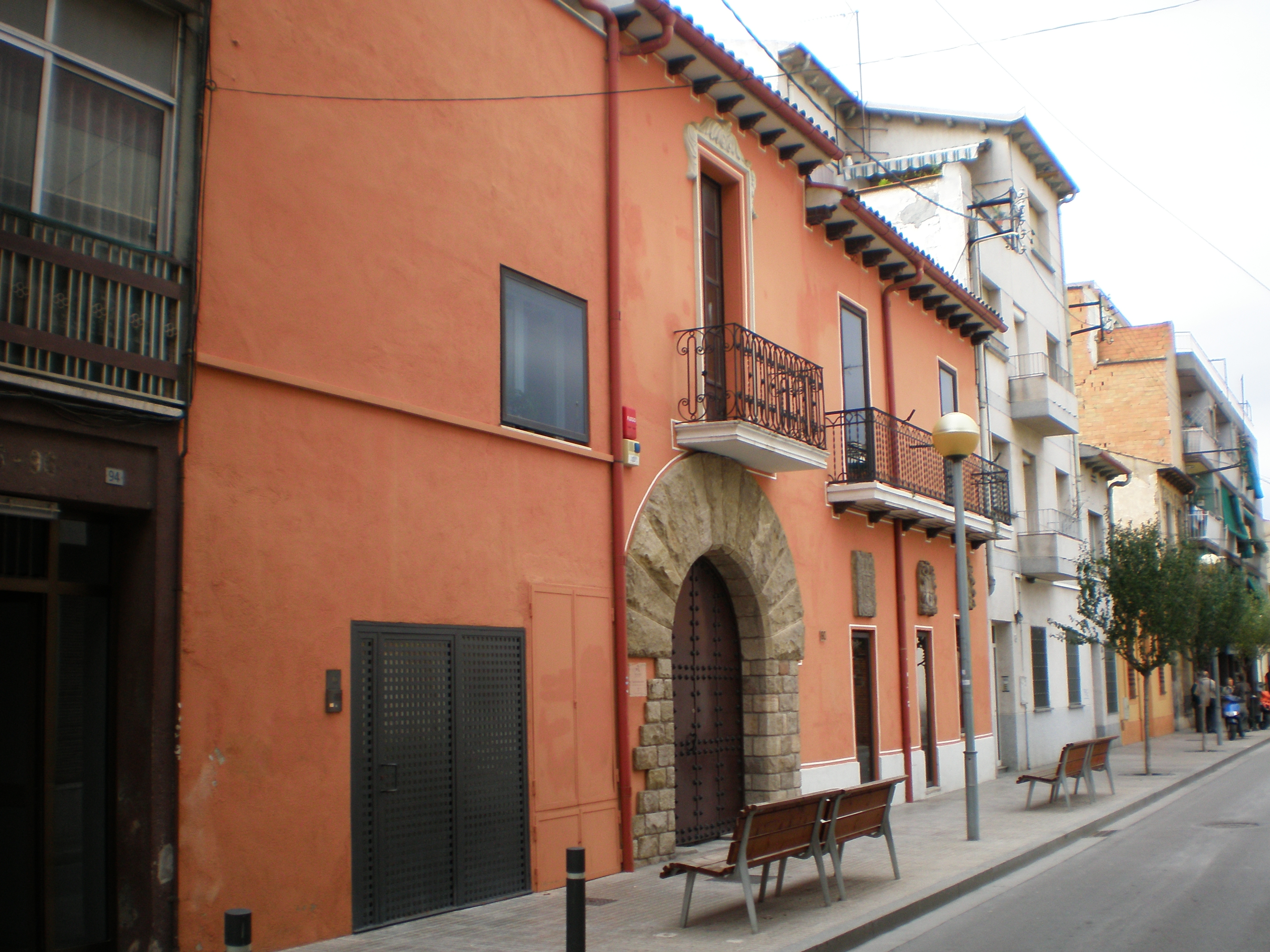
Casa-Museo de Joan Abelló.

Además del museo, la Fundació Municipal Joan Abelló coordina y administra la Casa del Pintor Joan Abelló. Se trata del edificio donde nació Joan Abelló, y que se encuentra unida con las casa vecinas que más tarde Abelló compró, para almacenar todos los objetos y obras de arte que adquiría. Es en esta casa donde se puede entender bien la faceta coleccionista de Joan Abelló. Entre sus muros, encontramos: colecciones de arte sacro, arte africano, arte oriental, cerámica, objetos de cristal, toros y carteles de corridas, indumentaria, composiciones de Picasso y Dalí...etc.